# Déchet en mer
Pour les articles homonymes, voir Débris.

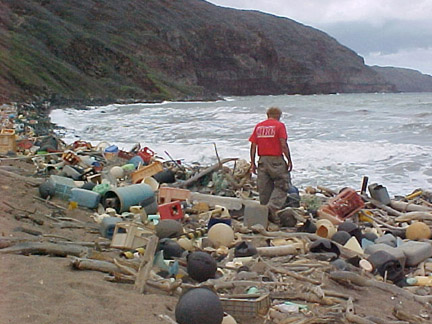
Macrodéchets de surface, apportés par les courants marins sur la côte hawaïenne. Bien qu'il soit illégal de jeter en mer tout type de déchets ou objet en plastique aux États-Unis, le plastique constituerait 80 % des déchets trouvés en mer en 2009.

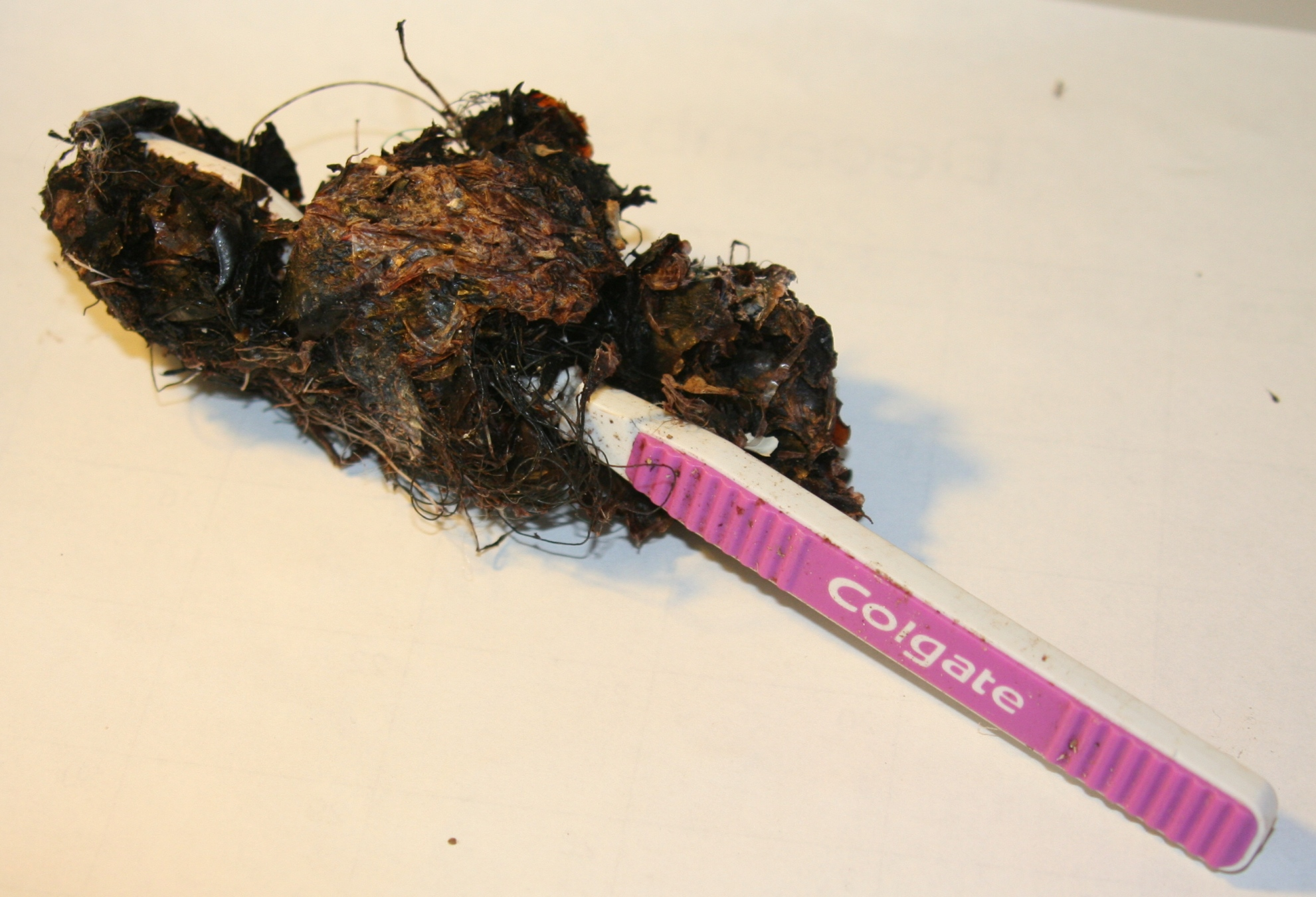
Les albatros ne peuvent digérer une partie de leurs aliments (vertèbres et grosses arêtes de poissons, « becs » de calmars), mais on retrouve de plus en plus dans leur bol alimentaire des déchets plastiques non dégradables (ici brosse à dents et plusieurs monofilaments de nylon provenant de fil de pêche ou de filets de pêche perdus ou abandonnés en mer). (albatros à pieds noirs ou un Laysan). L'ingestion de déchets plastique flottant est une cause de plus en plus fréquente de mortalité d'albatros.

La notion de « déchets en mer » ou « déchets marins » ou « débris marins » (en anglais : marine litter) regroupe :
- des déchets d'origine naturelle (exemple : bois flotté) qui ont rôle dans le cycle du carbone et d’autres nutriments, qui contribuent à stabiliser le pied de dunes (grâce aux laisses de mer), sources de nutriments pour les plantes et organismes fixateurs ;
- des déchets d'origine anthropique trouvés en mer (en surface, entre deux-eaux, sur les fonds marins ou dans les sédiments) ou sur les plages (dont dans les laisses de mer).

Malgré des campagnes de nettoyages de plus en plus fréquentes, la quantité de déchets trouvés sur les plages et en mer tend à augmenter.
En anglais, la notion de marine debris peut inclure des déchets trouvés dans les lacs ou réservoirs. L'ONU a repris une définition incluant les déchets persistants, manufacturés déchargés, perdus ou abandonnés ou trouvés dans l'environnement marin et littoral. En français, il s'agit uniquement des déchets trouvés en mer, mais le Grenelle de la mer a traité conjointement les déchets trouvés sur ou dans les eaux douces et susceptibles d'être apportés en mer. La question est également abordée au niveau des sédiments.
La plupart des déchets anthropiques trouvés en mer, en tant qu'altéragènes physiques, chimiques ou biologiques sont des polluants. De nombreux animaux meurent après en avoir ingéré (ex. : des autopsies de tortues marines trouvées mortes, ont montré des enchevêtrements de déchets marins dans les intestins de six des sept espèces existantes ; par ailleurs la Fondation Cousteau et d'autres organismes alertent l'opinion publique sur la contamination du milieu marin par les plastiques et sur le fait que l'ingestion de jouets et d'autres déchets de plastique est devenu une cause courante de mortalité d'albatros, sachant que toutes les espèces d'albatros sont vulnérables ou en danger de disparition).

## Données quantitatives

### Nombre de déchets
Le nombre d’objets perdus ou volontairement abandonnés chaque jour dans les océans a été estimé à environ onze milliards. Ce sont en moyenne 13 000 morceaux de plastique qui flottent sur chaque km2 de mer, 5 millions d'entre eux étant perdus ou jetés en mer directement par les navires. Les déchets liés à la pêche constitueraient environ 70% des déchets plastiques flottant à la surface des mers. Leur impact est croissant en raison de l'utilisation d'inox, de laiton, de nylon, Kevlar, plastiques hautement résistants et d'autres matériaux non dégradables ou très lentement dégradables. Les tempêtes, courants et tsunamis peuvent les disperser sur de grandes distances.
Il y aurait selon les estimations de 2008/2009 plus de cent millions de tonnes de déchets en plastique dispersés dans les océans du monde ; 20 % proviendraient de pertes ou rejets directs en mer (abandon d'engins de pêche et de déchets, pertes de conteneurs, naufrages…), mais 80 % proviendraient des bassins versants continentaux. Une grande partie de ces déchets sont des objets conçus pour être jetables et à usage unique, des articles de consommation. Les plastiques industriels provenant d'avant le stade de produit fini constituent environ 10 % des déchets trouvés sur les plages, dont des granules de plastique.
En 2008 a-t-on trouvé sur les plages du Royaume-Uni en moyenne de 2 195 détritus par kilomètre de plage, soit une hausse de 110 %, par rapport à 1994. Dans ce seul pays, ce sont plus de cinq mille volontaires qui ont nettoyé 374 plages en 2008 (y recensant plus de 385 600 macrodéchets, sur près de 180 km). Plus d'un tiers de ces déchets sont des emballages alimentaires et des mégots. Le matériel de pêche perdu par les pêcheurs constitue 13 % de ces déchets. Ces déchets impactent la biodiversité marine et posent des problèmes sanitaires et financiers.
Un rapport de l'ONU de 2009 propose des campagnes de détection et récupération des déchets, et des matériels écoconçus pour se dégrader plus rapidement s'ils sont perdus en mer.

### Impact environnemental
Les macrodéchets endommagent les bateaux et les engins de pêche, mais les filets fantômes ont aussi une action cachée quand ils piègent et tuent des poissons, tortues, oiseaux et mammifères marins. Ils peuvent également détériorer l’habitat de certaines espèces et endommager les coraux.
En mer, les déchets flottants de plastique, exposés aux vagues et aux UV solaires deviennent cassant et se fragmentent peu à peu en libérant des perturbateurs endocriniens et certains pigments toxiques (cadmium, plomb, cobalt…).
Dans les années 1980, des milliards de petits fragments de plastiques étaient détectés jusque dans l'océan Austral, bien au sud de la convergence antarctique, en mer de Ross. On en a depuis trouvé dans toutes les mers du globe. On ignore quel impact environnemental ils peuvent avoir à moyen et à long terme. Dans ces zones éloignées, de nombreux albatros meurent avec leur gésier plein de dizaines de jouets en plastique qu'ils ont ingérés en mer.
Selon les régions du monde, 60 à 80 % de la masse des déchets marins et côtiers sont du plastique, atteignant des taux de 90 à 95 % dans certaines régions du monde selon l'ONU. Et tous les compartiments marins semblent touchés : on trouve des déchets de plastiques de l'Arctique à l'Antarctique et à toutes les profondeurs. Les autopsies faites par le laboratoire d'Algalita sur 600 poissons de grands fonds (Myctophidae) capturés dans l'océan Pacifique ont montré que plus de 50 % de ceux-ci avaient ingéré des fragments de plastiques ainsi retrouvés dans leur tube digestif.

### Organismes filtreurs
Les organismes filtreurs les accumulent aussi ; de un à deux fragments de plastique de moins de 1 mm par gramme de chair de moules récoltées dans le nord de la France et en Belgique, soit une moyenne de 300 fragments par portion de 300 grammes selon Colin Janssen (écotoxicologue de l'université de Gand) qui rappelle qu'une moule filtre environ 20 à 25 litres d'eau par jour. Ainsi, avec environ 500 t de moules ou 150 tonnes de chairs consommées lors de la braderie de Lille, ce sont en deux jours environ 150 millions de fragments de plastiques qui sont ingérés par les consommateurs. Les microplastiques adsorbent certains polluants et les transmettent aux moules. Les fragments les plus importants ne pénètrent pas la chair, mais peuvent être ingérés accidentellement. Les particules de moins de 10 μm sont retrouvées dans la chair (phénomène dit de « translocation », en cours d'étude depuis 2010 par l'université de Gand) ; ils sont systématiquement ingérés.

## Enjeux et problèmes

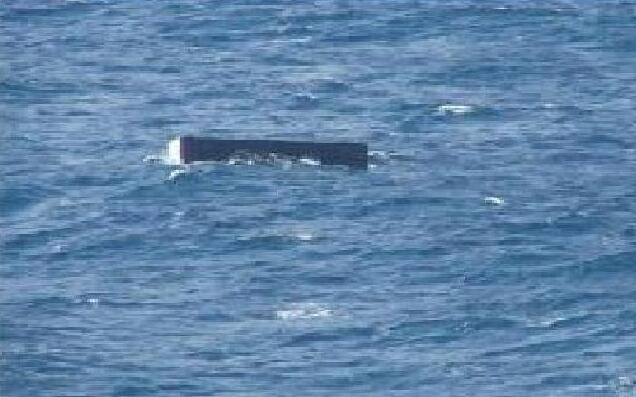
Un conteneur perdu en mer.

Depuis la fin du XXe siècle, avec l'utilisation croissante de polymères de synthèse (matières plastiques essentiellement), de verre, d'inox très peu dégradables, l'impact des déchets marins d'origine humaine a pris une importance croissante.
Ces déchets sont sources de nuisances esthétiques, et certains sont toxiques et dangereux :
- pour des raisons de biotoxicité affectant les écosystèmes marins et de nombreux organismes marins, dont en particulier les poissons, oiseaux de mer, reptiles marins, mammifères marins (dont cétacés) et/ou ;
- parce que certains de ces déchets constituent une menace physique pour les navires. Ainsi en 2005, il y a eu 269 déclarations d'accidents maritimes dus à des collisions avec des déchets flottants ou entre deux eaux ou submergés qui ont causé 15 morts, 116 blessés et 2,9 millions USD de pertes[14] ;
- de plus, les déchets (flottants ou non, s'ils sont très lentement dégradables et transportés sur de grandes distances par les courants sont un des habitats/vecteurs possibles de dispersion d'espèces envahissantes ou invasives ou de pathogènes[15],[16],[17] alors que les débris flottants faisaient fonction autrefois de corridor biologique et de source de nutriments.
- ces « litières » de plus en plus anthropisées peuvent avoir été contaminées en amont ou in situ par des métaux, des radionucléides, des polluants organiques ou des microbes (antibiorésistants éventuellement). Elles peuvent aussi se contaminer dans les zones de mariculture[18]. Ces déchets proviennent en grande partie des fleuves qui les ont drainés dans des zones urbaines, portuaires, industrielles ou agricoles polluées[19], en grande partie via les fleuves[20]… avec des questions sanitaires particulières et nouvelles posées par les micro- et nanoplastiques[21]
- certains additifs ou composants des plastiques préoccupent les chercheurs (ex : bisphénol A, perturbateur endocrinien) ;
- De nombreux déchets radioactifs (liquides, en vrac, en conteneurs ou dans des épaves) ont été immergés des années 1940 à 1960 voire plus tard[22],[23]. De tels déchets ont notamment été immergés près de la France dans la Fosse des Casquets. Ils posent des problèmes écotoxicologique et des risques pour la santé humaine, via le réseau trophique.

## Typologie, composition

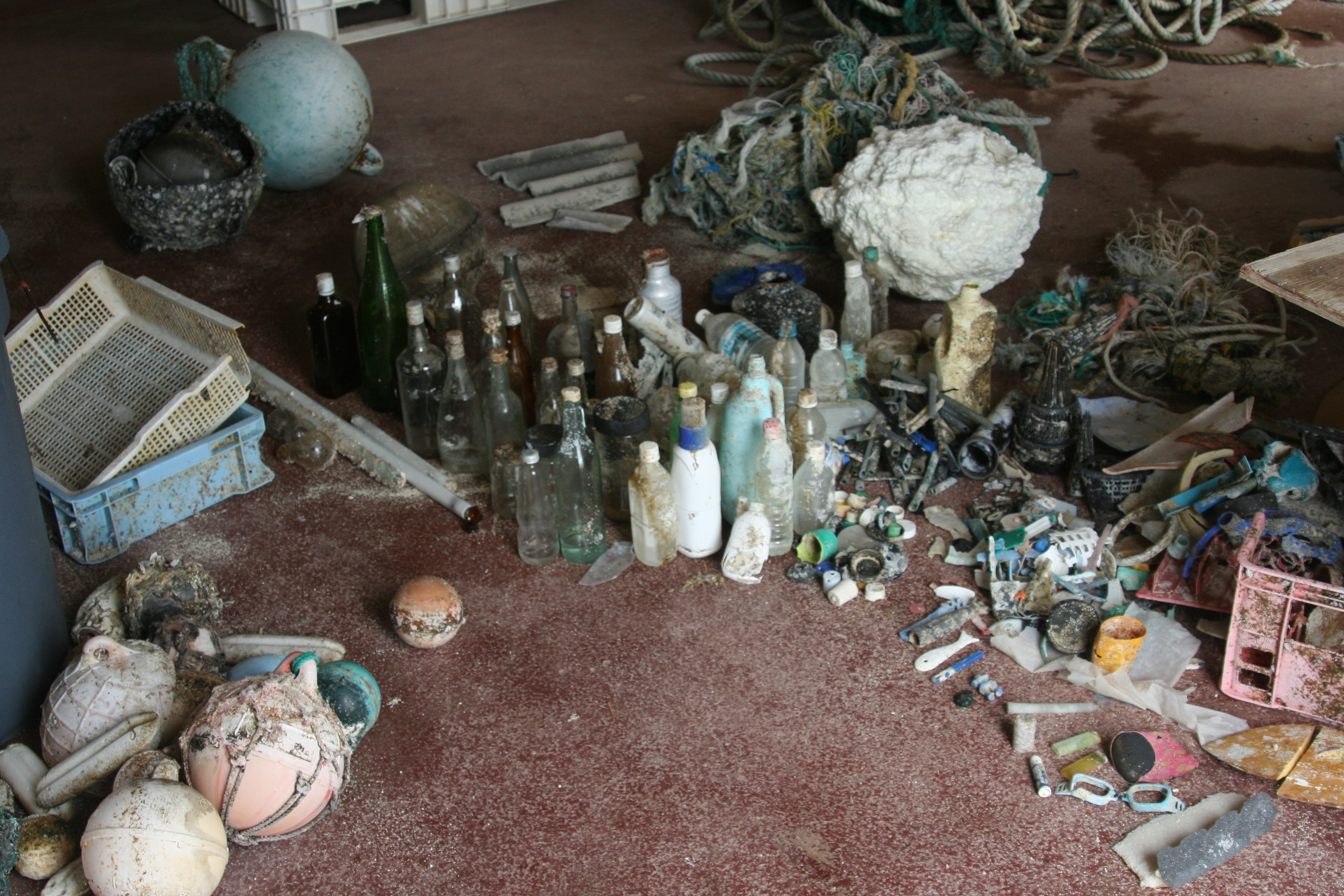
Macrodéchets flottants collectés en un mois sur le littoral de la zone protégée des French Frigate Shoals, un groupe d'îles et d'atolls coralliens isolé de l'archipel d'Hawaï (Northwest Hawaiian Islands) abritant de nombreuses espèces menacées.

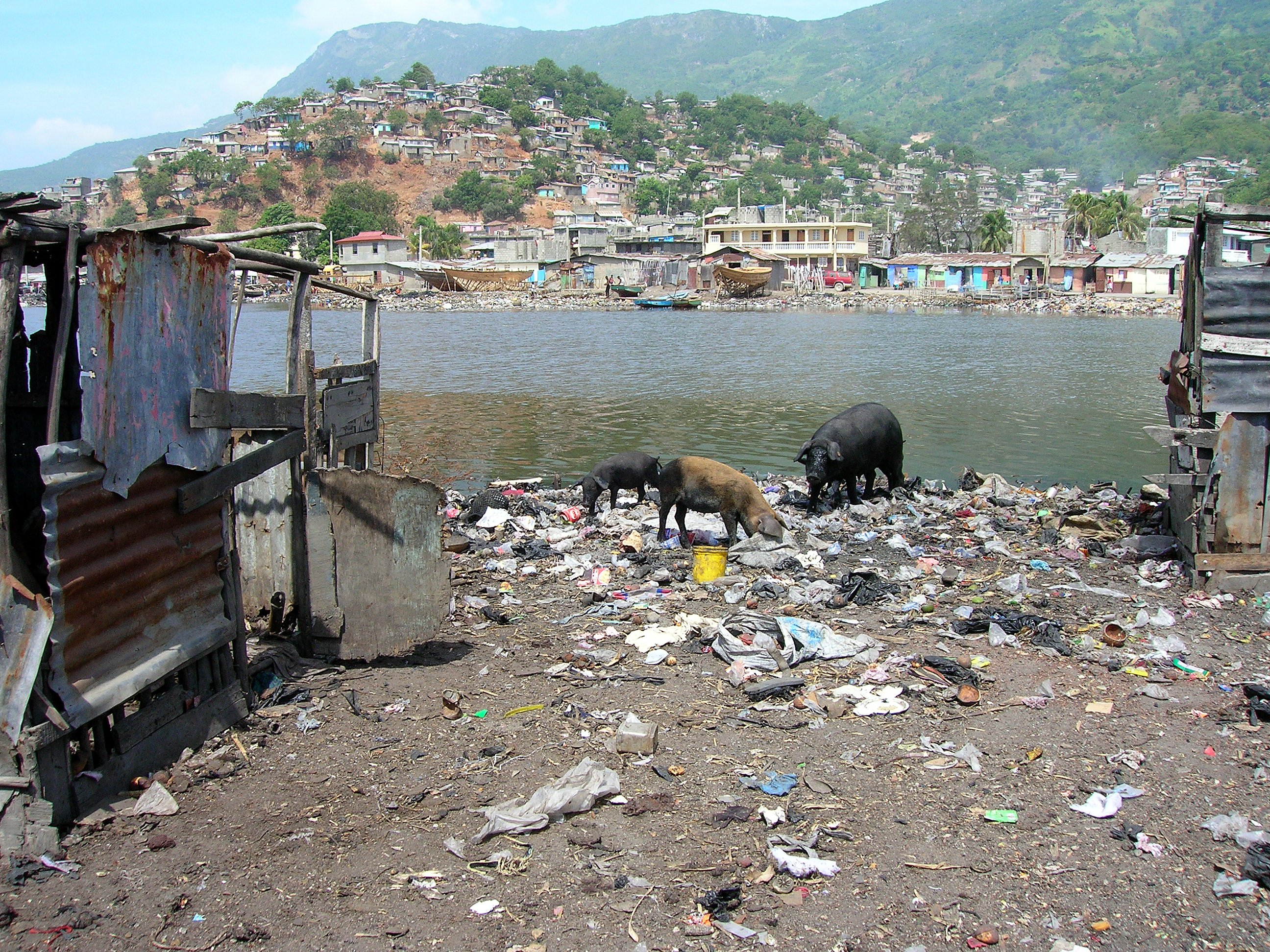
Les zones urbaines littorales et estuariennes, de plus en plus densément peuplées sont des sources importantes de déchets en mer.

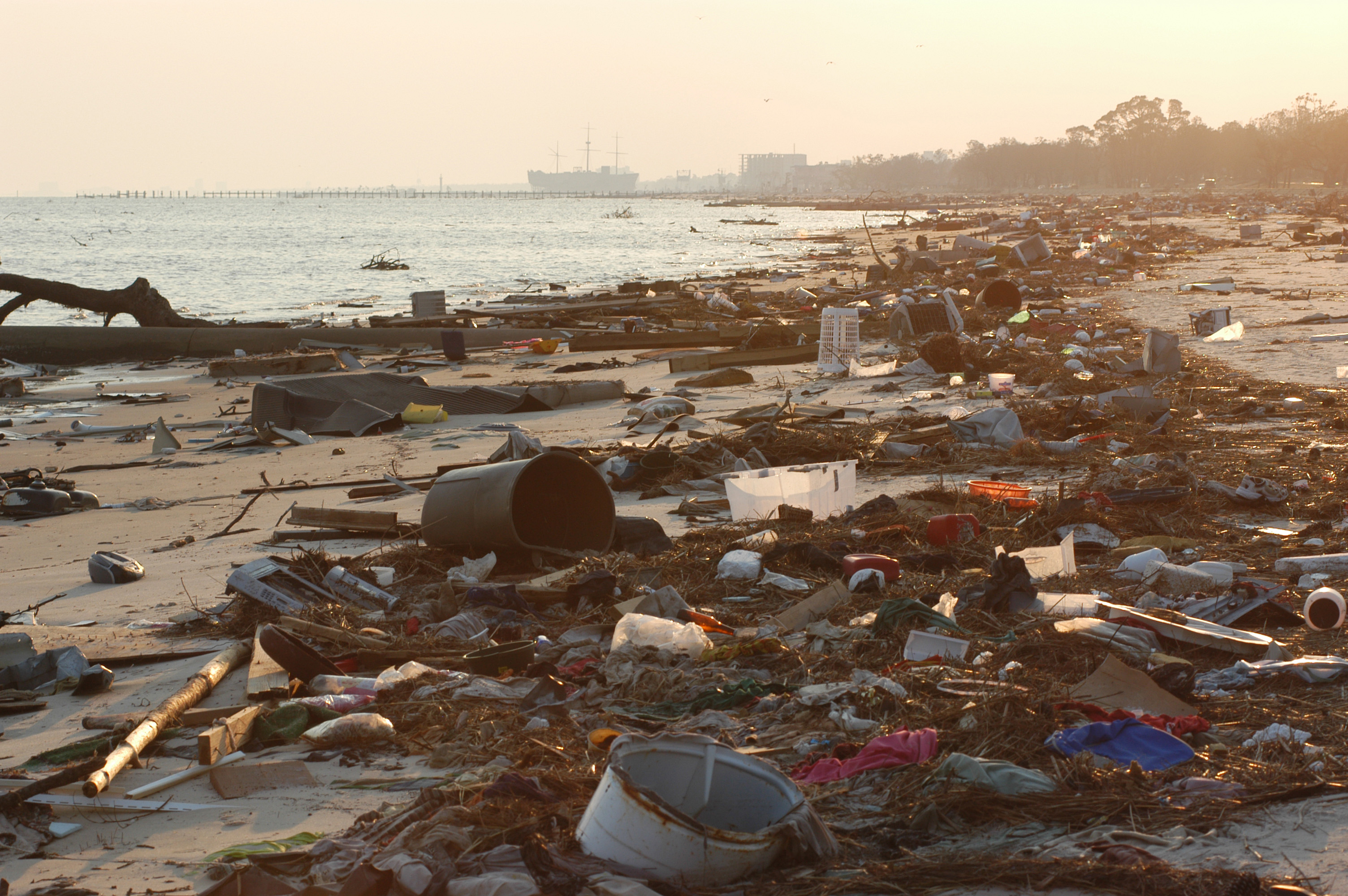
Chaque tempête et inondation comme l'ouragan Katrina ici, est une source supplémentaire de déchets apportés en mer ou rendus par la mer.

Tous les déchets produits sur terre peuvent être retrouvés en mer, avec d'autant plus de risque qu'ils sont légers ou flottant, avec en particulier : sacs plastique, bouteilles et autres contenants (tonneaux, bidons, conteneurs…) de verre et plastique, jouets en plastiques et divers autres déchets de plastique et polystyrène, corde, déchets médicaux. Certains déchets sont produits en mer : restes de casiers, chaluts, ligne et autres filets de pêche, restes de navires, déchets alimentaires, excréments et déchets solides rejetés en mer par les navires, déchets de stations de forage ou de dégazages en mer sont communément trouvés en mer et sur les côtes.
Outre les déchets liquides ou gazeux, ou de granulométrie très fines (nanoparticules, microparticules, poussières, etc.) solubilisés dans l'eau, on peut classer les déchets d'origine anthropique trouvés en mer en différentes catégories aux impacts différents, selon leur origine et caractéristiques :
- déchets lentement dégradables : Selon le NOAA, il faut environ un million d'années pour qu'une bouteille de verre soit entièrement dégradée et réintégrée dans l'environnement ;
- déchets biodégradables (biomasse ou nécromasse : ce sont par exemple les bois-flotté provenant des chantiers, coupes rases lessivées par les fortes pluies ou des restes d'inondations ou tsunamis ayant emporté en mer des éléments de construction en bois, cadavres de cétacés, poissons, oiseaux, et laisses de mer végétales). Des déchets de type nécromasse sont, par exemple, des restes de végétaux (déchets de l'agriculture ou de l'alimentation jetés dans les fleuves), des cadavres d'animaux dont de cétacés blessés, asphyxiés dans des filets de pêche ou perturbés qui meurent en mer ou échoués. S'y ajoutent des dizaines ou des centaines de milliards de cadavres de poissons blessés par les filets ou rejetés en mer car sans intérêt commercial[24], des cadavres de tortues tuées par des filets ou l'ingestion de sacs plastiques confondus avec des méduses, des cadavres d'oiseaux mazoutés, empoisonnés, morts par ingestion d'objets en plastique ou d'hameçons attachés à un fil et un flotteur. Des espèces-gibier tombés des falaises lors de chasse ou battues sont également emportés en mer, s'ajoutant aux cadavres d'animaux domestiques (bovins, porcins, volailles, etc.) notamment emportés lors des grandes inondations de zones d'élevages ou après certains tsunamis. Ces cadavres dont une partie seront consommés par des oiseaux marins peuvent éventuellement transporter et diffuser des pathogènes susceptibles de poser des problèmes épidémiologiques ou écoépidémiologiques ;
- déchets d'origine terrigène (apportés à partir des terres émergées ou des ports, via les fleuves, les littoraux ou les estuaires et lagunes) ou déchets émis en mer (volontairement ou involontairement « perdus » ou « immergés » par les navires) ;
- déchets émis directement sur le littoral ou en mer lors de la démolition navale, avec notamment les sites de la baie d'Alang (Inde dans les années 1980-2000) et qui se sont créés depuis dans d'autres pays (Bangladesh, Chine…) ;
- déchets diffus émis en quantité dispersées, ponctuellement dans l'espace et dans le temps ou de manière chronique (exemple : perte de terres agricoles lessivées par les pluies et érodées par les vents, responsable d'une turbidité croissante des cours d'eau, et de zones marines mortes) ;
- déchets plus ou moins dégradables ou biodégradables ;
- déchets plus ou moins toxiques ;
- macro-déchets ou micro-déchets (on peut alors les classer selon leur taille, poids, densité, etc.) ;
- déchets flottants ou déchets immergés (exemple : sédiments portuaires clappés en mer, épaves, déchets volontairement jetés en mer, munitions immergées, etc.) ;
- déchets « lourds » (sauf s'ils peuvent être dégradés en petites particules, ils ne sont pas emportés à distance par le courant, on les trouve donc près de leurs zones d'émission (exemple : billes de plomb de chasse ou de ball-trap, toxiques, trouvées dans les estuaires et à proximité des côtes). Néanmoins, ces billes rondes peuvent venir de loin, notamment des hauteurs du bassin versant situé en amont emportées par les pluies et les cours d'eau qui dont commencé à les éroder ;
- câbles sous-marins désaffectés (par exemple en Manche et Manche-Est (ils sont maintenant plus nombreux que les câbles en service[25]).
- munitions immergées ; des centaines de dépôts de munitions anciennes ont été créés en mer après les guerres mondiales (plus de cent ont été cartographiés en France, en Belgique et au Royaume-Uni), donc certains abritent des dizaines de milliers de tonnes de munitions conventionnelles ou chimiques qui se délitent lentement dans l'océan ou les sédiments et qui peuvent être dispersées par les chaluts de pêche ou des tsunamis.

De nombreux animaux s'asphyxient ou se piègent et meurent de faim en entrant dans des récipients dont ils ne peuvent sortir ou en ingérant des objets qu'ils ne peuvent digérer (albatros par exemple).
Près des côtes, la composition des déchets marins peut varier dans l’espace et le temps, notamment en fonction de la météo, d’accidents ou de catastrophes naturelles (tsunami, cyclone.)…

### Cas particulier des filets de pêche perdus en mer

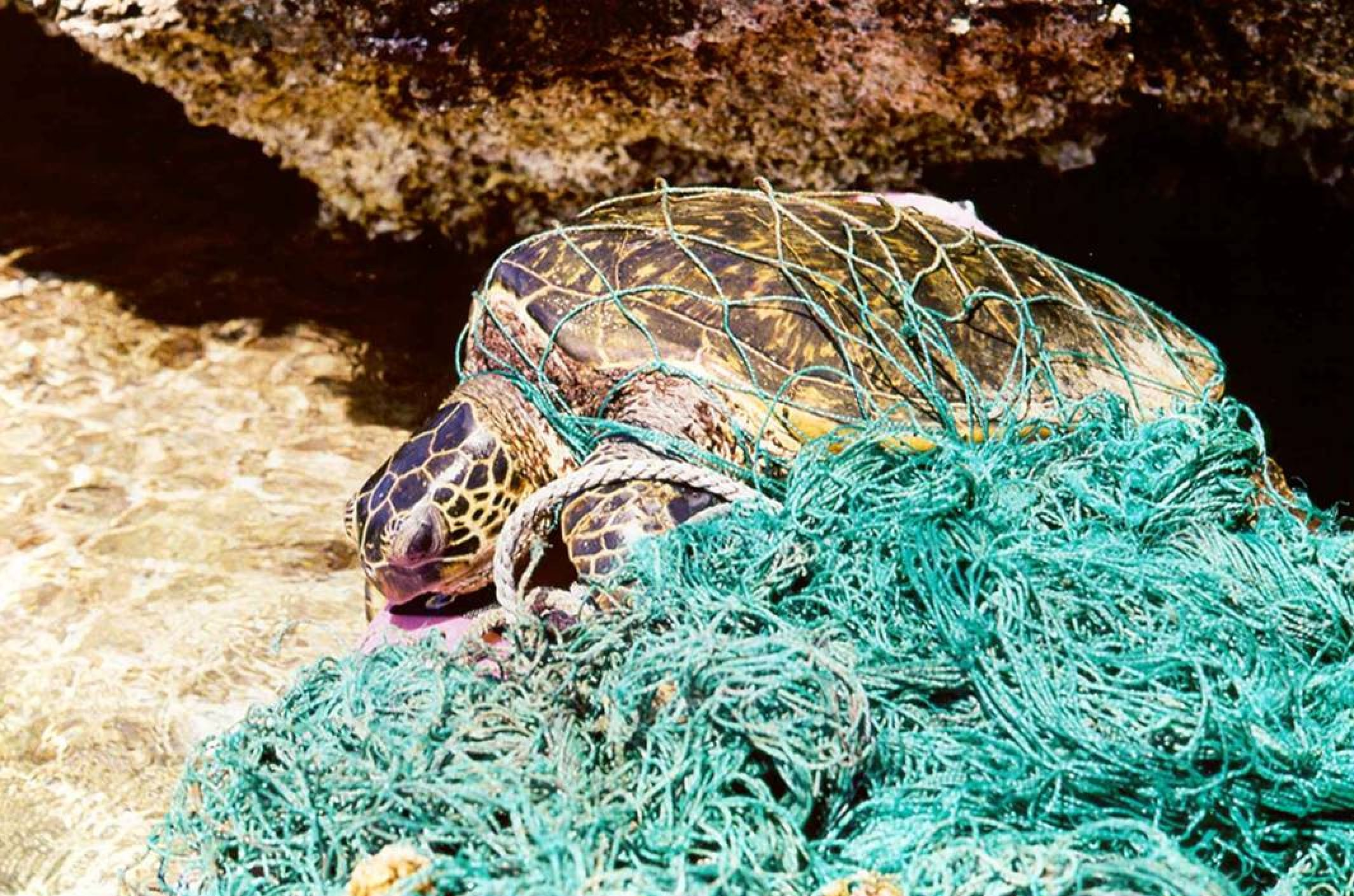
Exemple de « filet fantôme » ayant piégé une tortue marine.

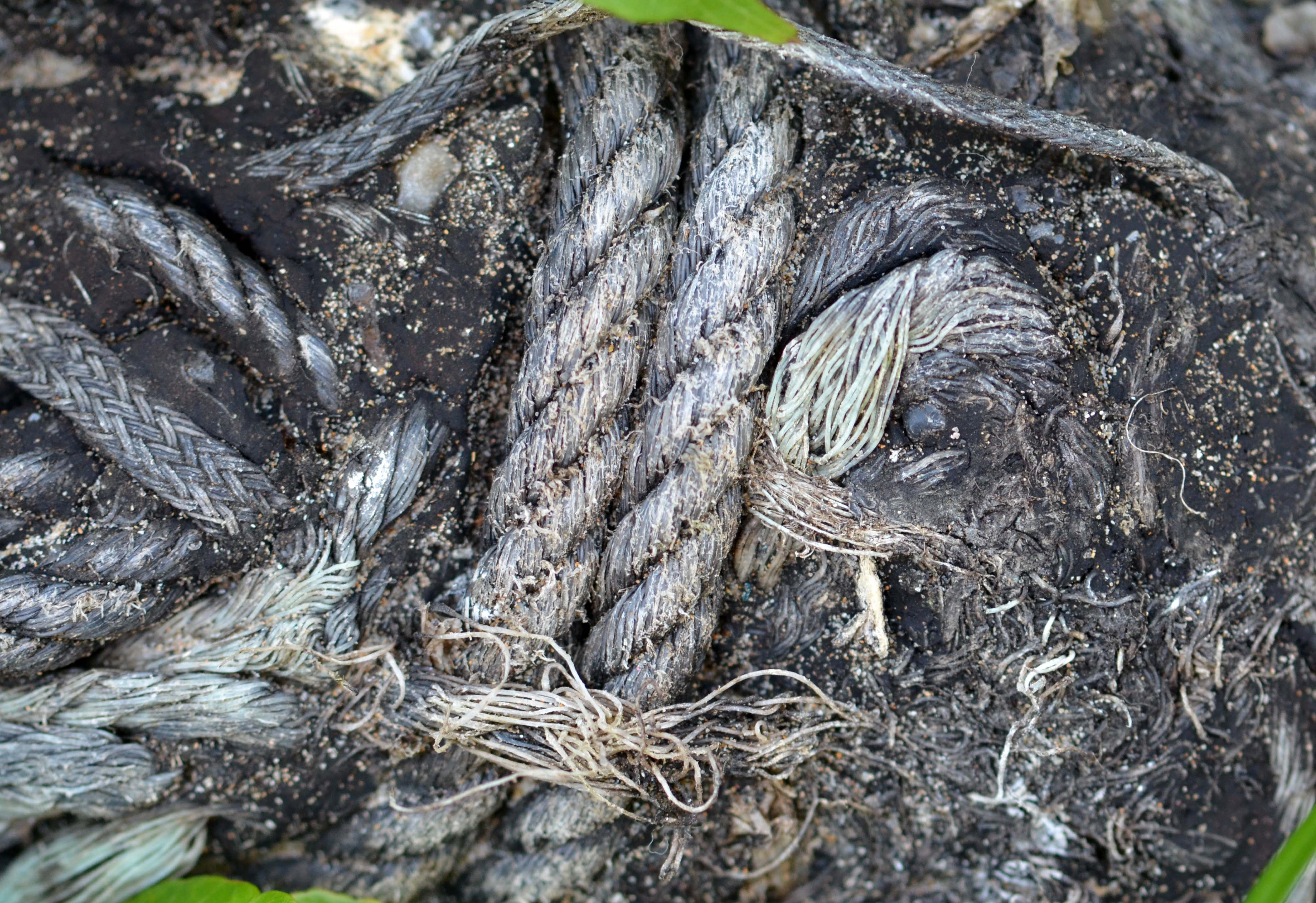
Mélange de pétrole et restes de filet de pêche déposé par la mer sur la côte

Ces filets perdus (en anglais : ghost nets, soit « filet fantôme ») posent des problèmes particuliers en ce qu'ils continuent à capturer des animaux marins (poissons dont thons, requins…, gros crustacés, mammifères marins (dont dauphins, marsouins, dugongs, phoques, otaries)), tortues marines et certains oiseaux (plongeurs), longtemps après que les filets ont été perdus ou abandonnés. Ces animaux y souffrent, y meurent ou y sont inutilement blessés.
Ce sont des filets maillants dérivants ou des chaluts endommagés et volontairement abandonnés en mer, ou encore des filets perdus par leurs propriétaires à la suite d'une tempête, d'une avarie, ou d'un accrochage sur un récif ou une épave. Les filets produits depuis la Seconde Guerre mondiale en nylon ne sont plus biodégradables, et continuent à piéger les animaux, les tuant par asphyxie ou provoquant leur mort de faim, ou des infections et une diminution des chances de survie à la suite des lacérations et amputations qu'ils induisent.

### Cas particulier des plastiques

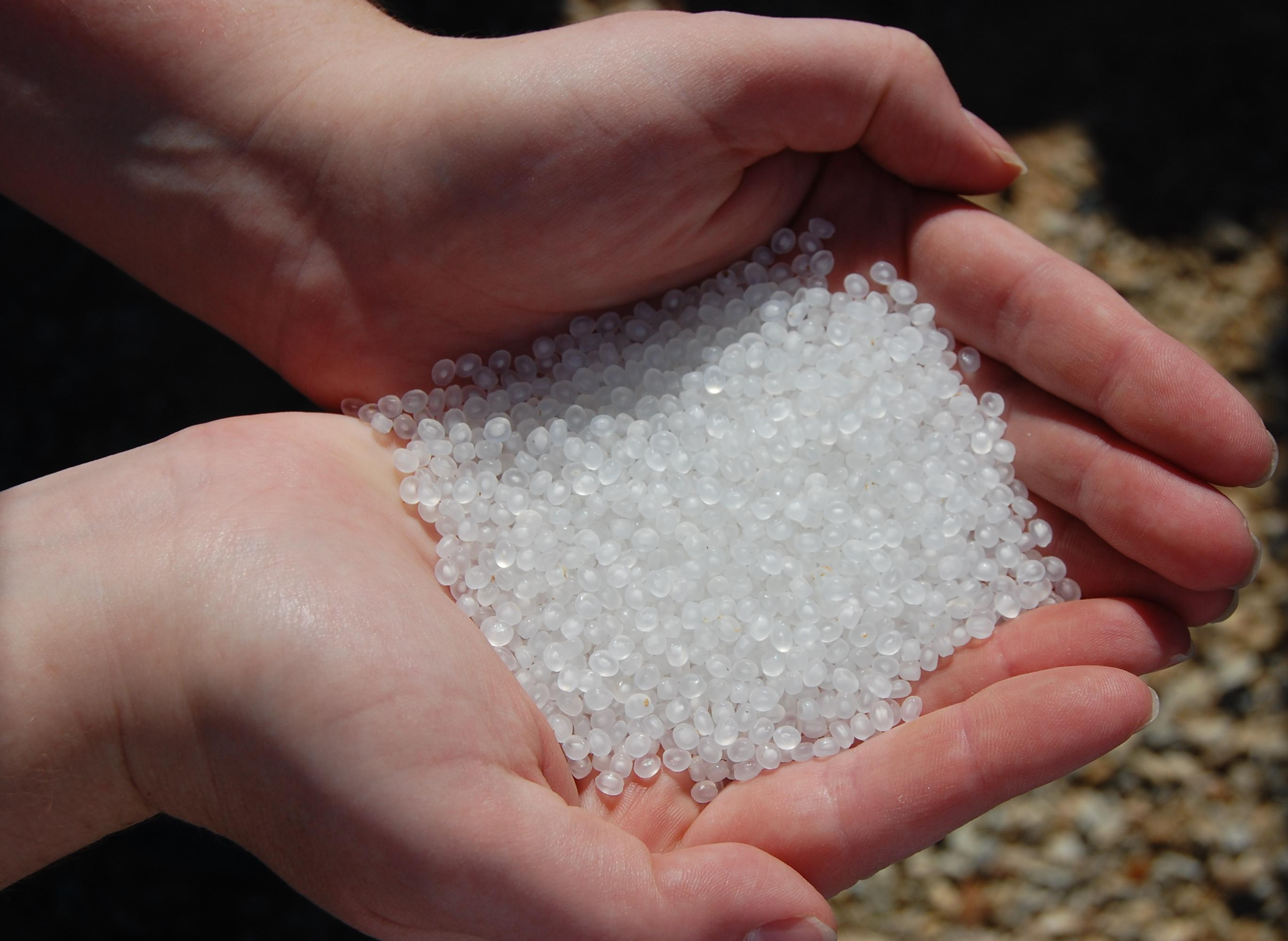
Exemple de granulés de plastique perdus par un train à Pineville en Louisiane.

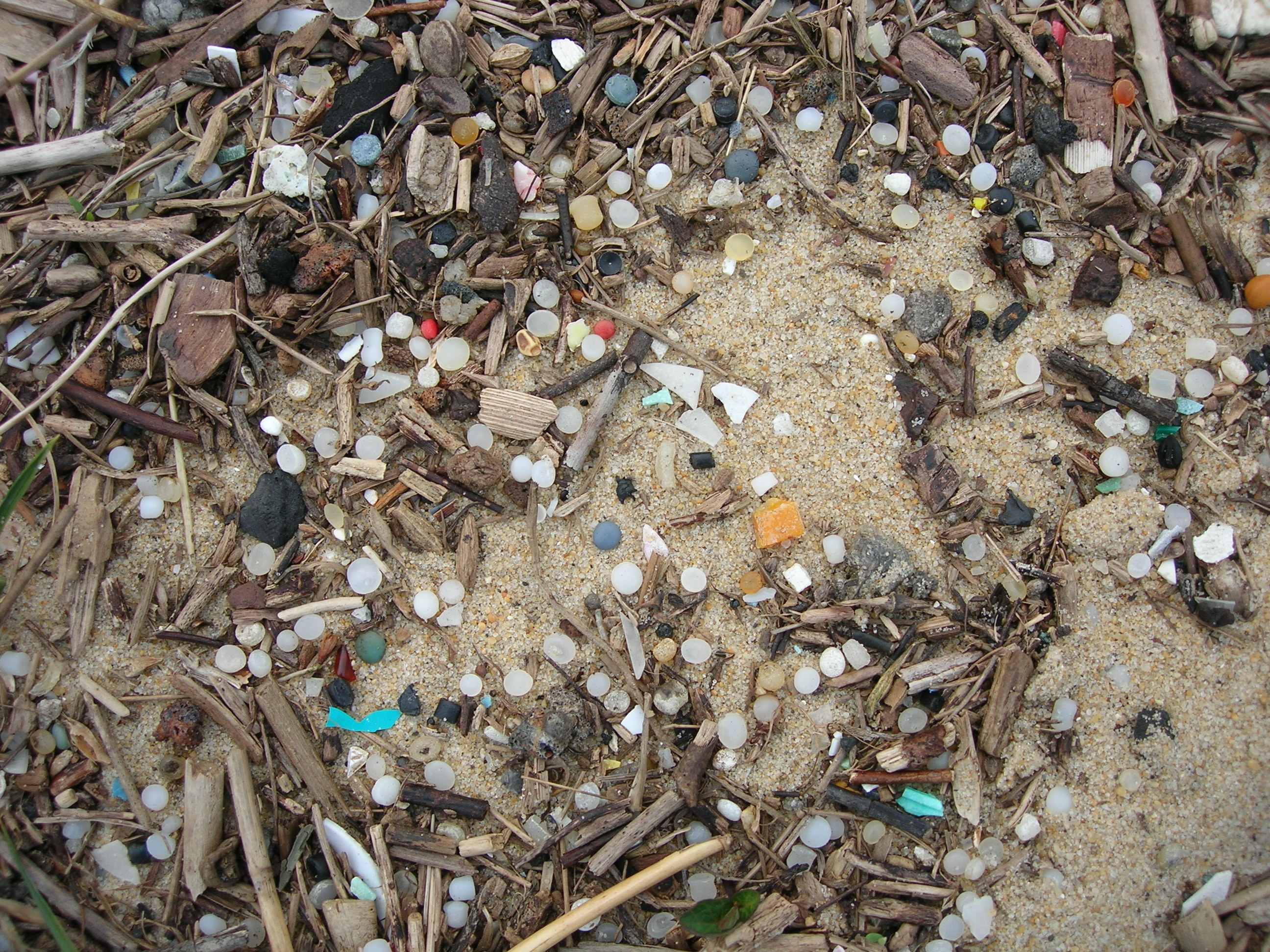
Larmes de sirène sur une plage du littoral des Landes, en France.

Parce que peu dégradable, du plastique est désormais retrouvé dans toutes les mers du monde, et à toutes les profondeurs,,,, 80 % des débris marins seraient maintenant en matière plastique, alors que cet élément n'a significativement commencé à s'accumuler que depuis la fin de la Seconde Guerre mondiale, et plutôt depuis les années 1960. De plus, les plastiques contiennent des stabilisants (plomb ou cadmium dans les PVC par exemple) et des colorants ou divers additifs toxiques qui sont libérés dans l'eau par lente érosion ou par photodégradation (pour les objets flottants ou échoués). La Contamination du milieu marin par les plastiques a modifié la composition de la litière marine en y apportant notamment une quantité croissante de microplastiques et de nano-plastiques (aussi sources d’autres polluants), qui se mélangent aux laisses de mer et litières sous-marines naturelles, avec des effets délétères déjà démontrés et d’autres sont encore mal compris, d’autant plus préoccupants que de nombreux types de plastiques se montrent très persistants et/ou libèrent de nombreux contaminant quand ils se dégradent. On parle alors de litière marine anthropogénique, qui est une source de contamination de la nourriture de nombreux animaux (tortues marines, poissons…)

### Granulés plastiques
Les larmes de sirène (en anglais mermaid’s tears ou nurdles) sont des granulés plastiques d'origine industrielle (en anglais : plastic pellets, industrial granules). Ce sont des microplastiques primaires. Ces granulés de moins de cinq millimètres de diamètre sont en forme de petite bille, pastille, comprimé ou cylindre. Les couleurs les plus rencontrées sont les nuances de blanc translucide, blanc grisâtre, blanc jaunâtre, l’ambré et le noir. Ils sont la matière (semi-finie de base) utilisée en plasturgie. Ils sont déversés dans la nature par accident, inattention ou nonchalance. Une confusion existe avec les verres de mer appelés aussi parfois larmes de sirène. Ils ne sont pas issus de la fragmentation ultime de déchets plastiques plus gros. Dans le milieu aquatique, ils gardent leur aspect manufacturé mais sous l'action de l'érosion (de l'eau et des sédiments) ils peuvent « fondre » comme un galet pour atteindre quelques micromètres. Ces granulés industriels sont couramment trouvés dans les canaux et les fleuves qui les amènent en mer et sur le littoral.
De nombreux animaux les ingèrent en les confondant avec des œufs de poissons auxquels ils ressemblent. De plus, ces petits morceaux de plastiques absorbent des toxiques tels que les PCB et d'autres polluants susceptibles d'agir comme des perturbateurs endocriniens et d'interagir avec les capacités de reproduction des poissons (agents féminisants, facteurs de délétion de la spermatogenèse…).

### Sacs plastiques
Les sacs plastiques sont également avalés, entiers ou sous forme de débris, car confondus avec des méduses ou une algue flottant entre deux eaux. Ils peuvent obstruer l'appareil digestif de l'animal qui les a avalé. Les sacs en plastique peuvent provoquer la mort par famine de l'animal qui en a avalé un en limitant la circulation des aliments dans son tube digestif ou en entretenant une sensation de satiété par le fait que l'estomac reste plein d'un volume non dégradable.
Quelques pays ou régions ont de par le monde interdit l'usage des sacs plastiques dans les supermarchés. Certaines firmes se sont auto-limitées en utilisant des cabas payants ou des sacs en papier.

### Evaluation de la pollution
De nombreux animaux sont concernés par l'ingestion de plastique et ce constat scientifique permet d'évaluer la pollution du milieu marin où ils vivent. Exemple des oiseaux marins : 94 % des Fulmars boréal retrouvés morts en mer du Nord ont du plastique dans l'estomac ,. L'approche « Fulmar-Litter-EcoQO » a été retenue comme un exemple pour la mise en œuvre de l'indicateur DCSMM 10.2.1 et l'évaluation du « bon état écologique » en Europe (Atlantique nord-est, zone maritime OSPAR). Depuis 2012, en lien avec la DCSMM et l’élaboration de son programme de surveillance du descripteur « déchets marins » le Cedre assure une mission de responsable technique avec Ifremer et une mission de responsable du programme de surveillance avec l’Office français de la biodiversité sur les déchets, sur le littoral et dans les bassins hydrographiques. Le Cedre assure également une veille dans le domaine et participe à des projets de recherche, avec son service dédié pour développer ses connaissances et renforcer sa capacité de conseil scientifique et technique auprès de l’administration.
Une étude des macrodéchets récupérés en 1994 par les filets de chalutiers du nord-ouest méditerranéen, autour des côtes d'Espagne, de France et d'Italie a montré une forte concentration moyenne de déchets (1 935 macrodéchets/km2 en moyenne, constitués à 77 % de plastique, dont 93 % étaient des sacs en plastique).
D'autres objets de plastique (briquets, cartouches et nombreux gadgets de plastiques et autres jouets d'enfants, etc.) sont ingérés par des animaux qui parfois en meurent. Il est possible qu'après un certain temps, ils soient couverts d'un biofilm et/ou d'œufs d'organismes marins renforce l'appétence de certains animaux (albatros, notamment qui se nourrissent quasi exclusivement en pleine mer).
Les prélèvements effectués dans l'Antarctique lors de l'expédition Tara et analysés dans les laboratoires de l'Algalita Marine Research Foundation (en) mettent en évidence entre 1 000 et 42 000 morceaux de plastique par kilomètre carré, soit une moyenne de 22 grammes par kilomètre carré. Selon le chercheur du CNRS Chris Bowler, les déchets de plastique sont nocifs pour la faune mais paradoxalement bénéfiques pour le phytoplancton qui se fixe sur les microparticules ne coulant pas. Il reste plus exposé au rayonnement solaire, ce qui augmente la photosynthèse et forme un puits de carbone. Ces déchets accroissent donc la pollution nocive mais forment une rétroaction négative sur le réchauffement climatique.

## Origine, cinétique et localisation

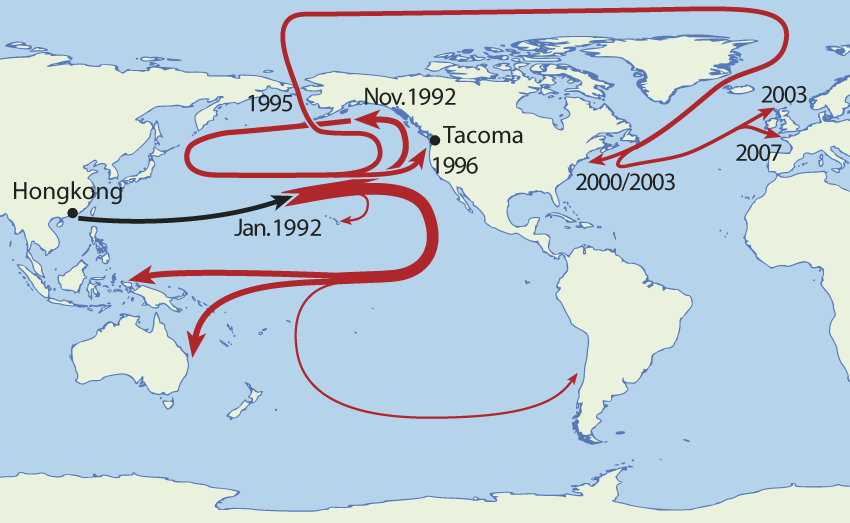
Voyage des Friendly Floatees.

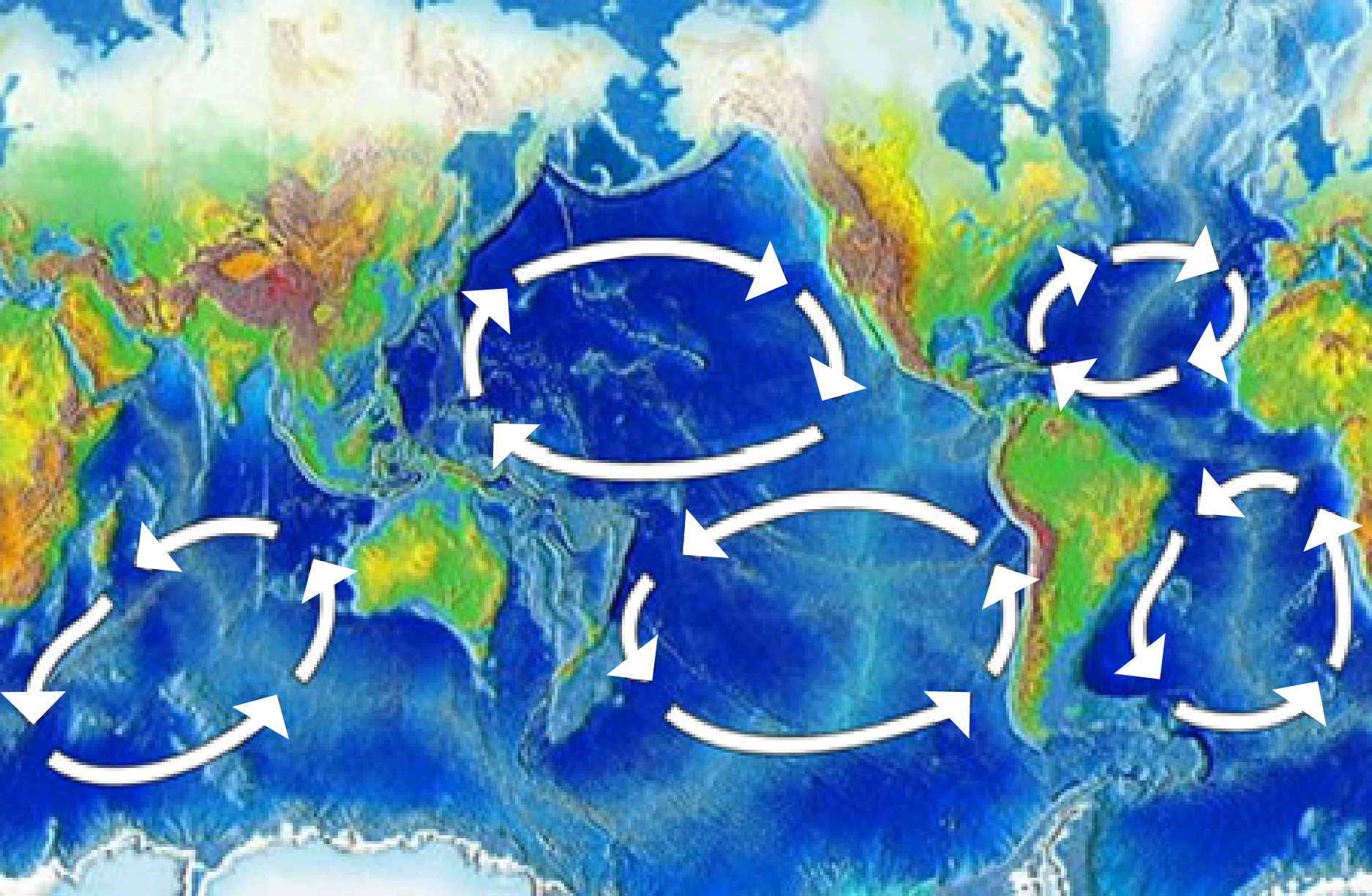
Carte des grands vortex de l'océan mondial.

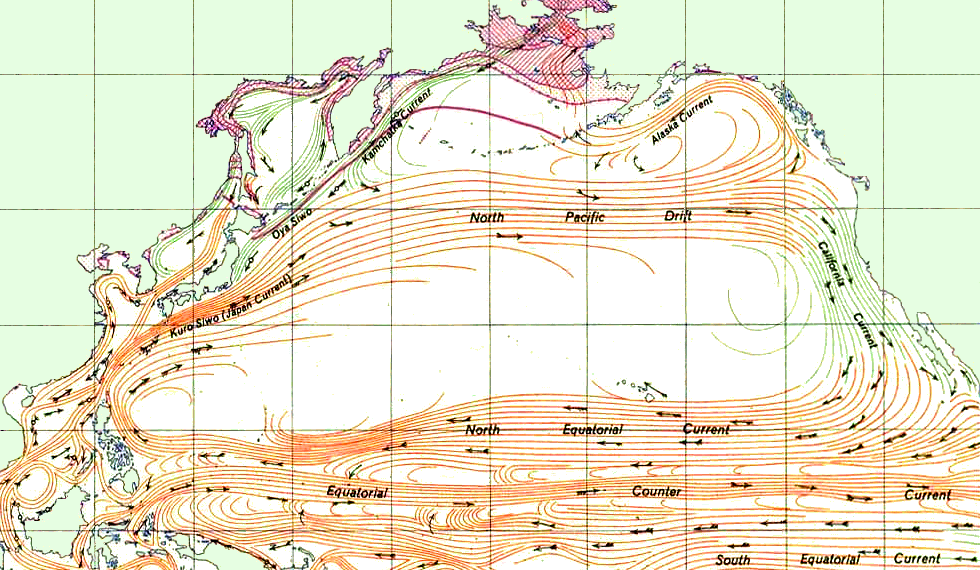
Carte des courants du vortex dans le nord du Pacifique.

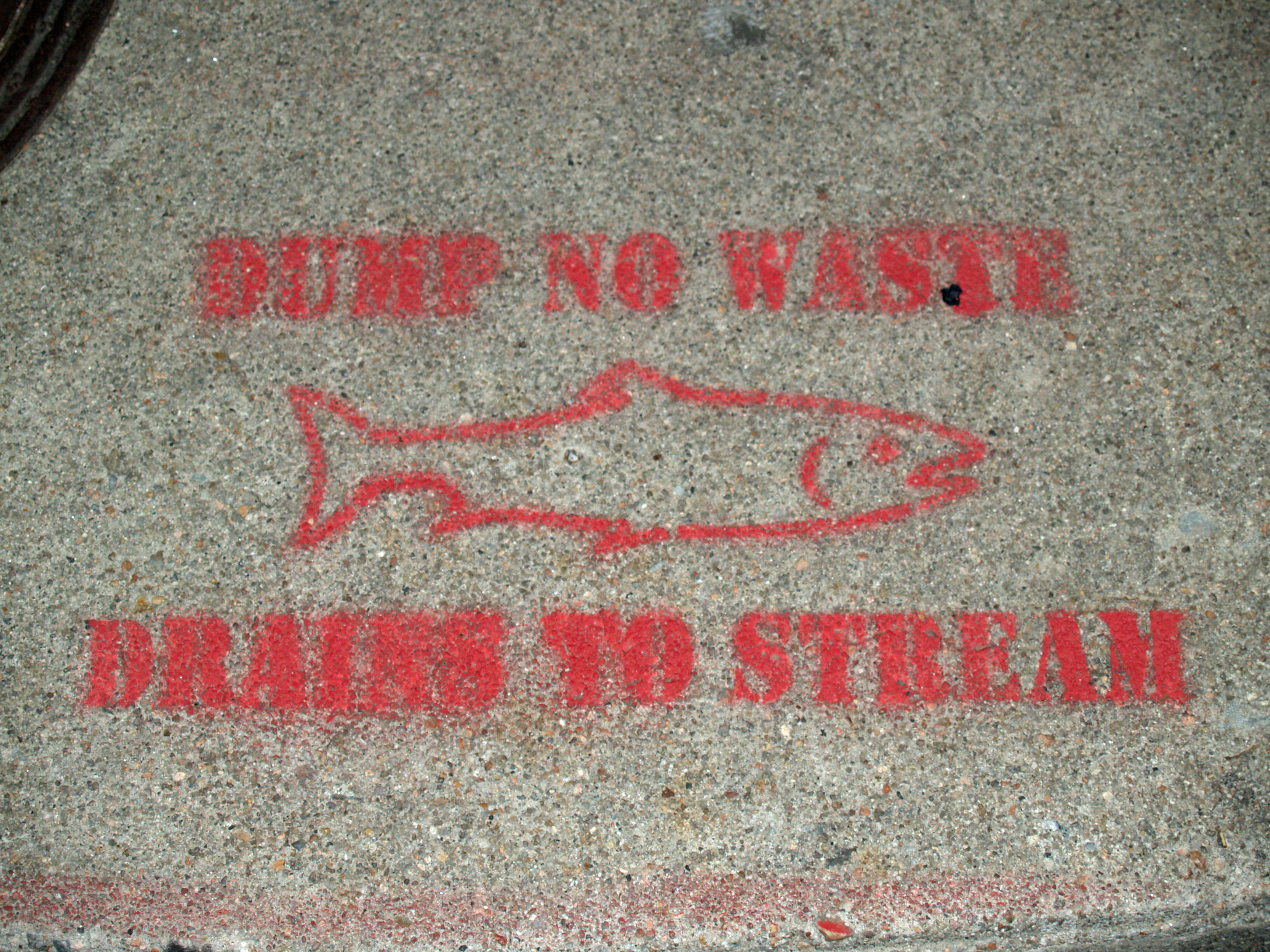
Ce logo apposé au-dessus d'une bouche d'égout (Colorado Springs, Colorado) invite la population à faire en sorte que les déchets de surface n'arrive pas dans cet égout qui draine l'eau collectée vers les fleuves et la mer. 80 % des déchets marins sont apportés en mer par les fleuves.

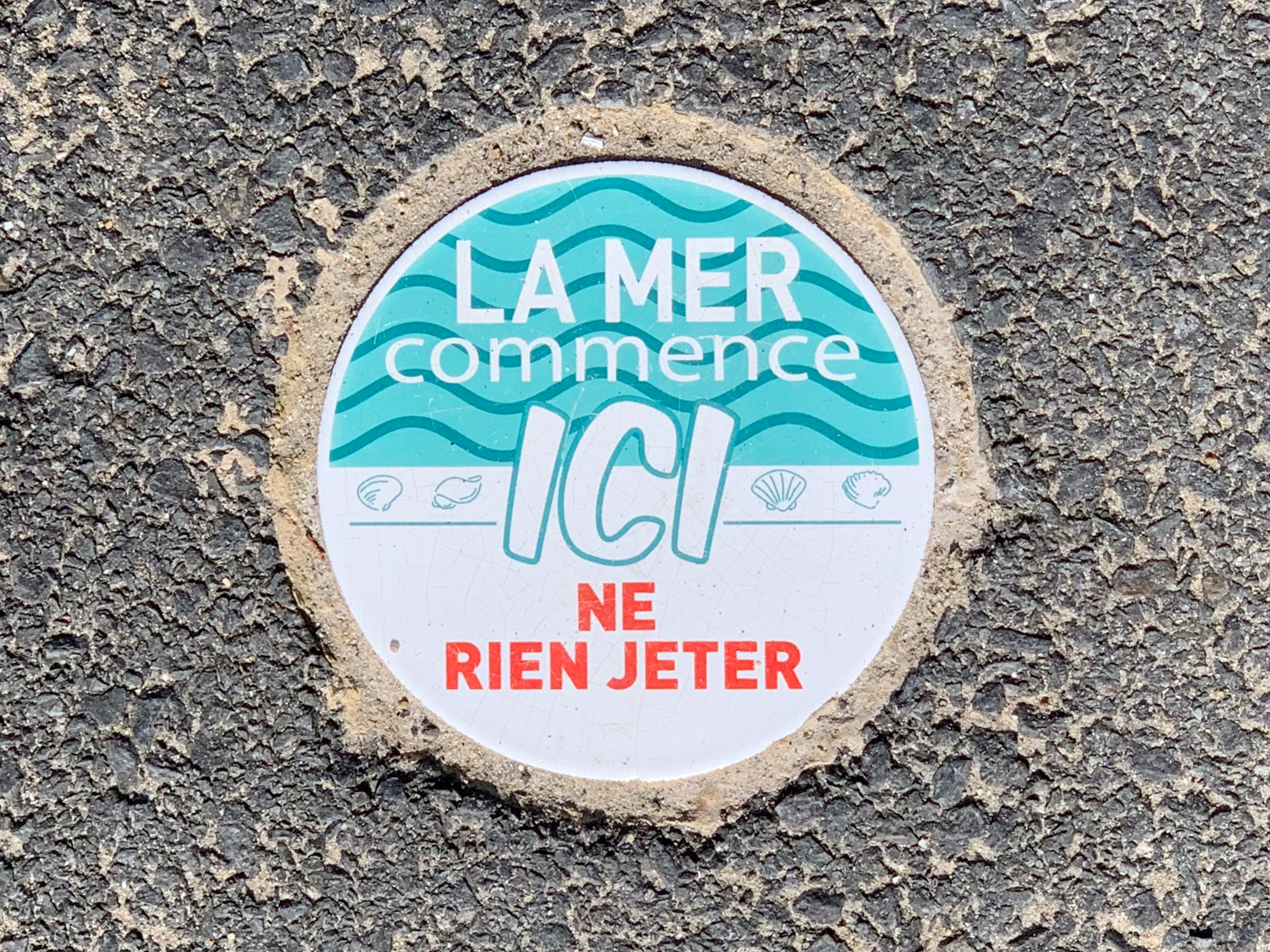
Un macaron inséré dans le sol près de la plage de Saint-Cieux à Lancieux dans les Côtes-d'Armor.

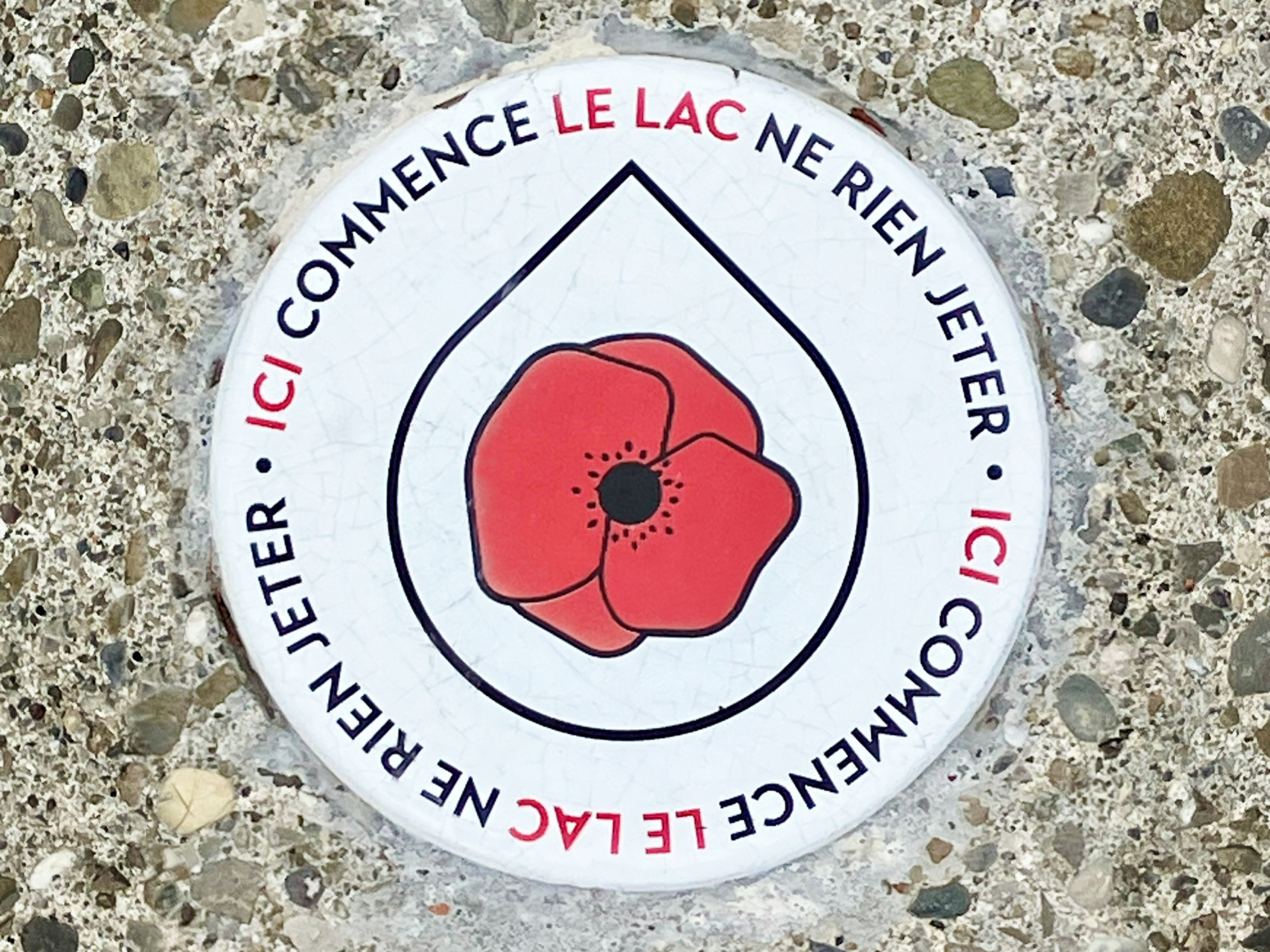
Macaron à Thonon-les-Bains pour éviter la pollution du lac Léman, puis du Rhône et de la Méditerranée.

### Origine
La mauvaise gestion des déchets sur les continents et les activités humaines (activité portuaire et de pêche notamment) sont à l'origine de rejets involontaires (accidentels) ou volontaires (exemples : poissons ou crustacés sans valeur commerciale ou dont la vente est interdite, rejets illégaux de polluants via dégazage en mer) de millions de tonnes de déchets tous les ans et dans le monde entier.
Nombre des déchets flottants (ou de même densité que l'eau), une fois dispersés dans les océans tendent à se re-concentrer :
- en surface ;
- sur certaines portions des littoraux ;
- sous les zones où le courant diminue, au cœur d’un gyre éventuellement ;
- ou en profondeur pour la partie lourde de ces déchets ; souvent à l’abri des regards, loin des zones d’émission[49]. Ainsi observe-t-on que la litière anthropogénique augmente de manière continue dans l’Arctique profond[50].

La géographie et la densité des dépôts dépend des points d'émission, des vents, marées et des courants, mais aussi selon de la masse, la densité (voir flottabilité) et la vitesse de dégradation ou biodégradabilité de ces déchets. Une meilleure connaissance des courants marins commence à permettre de modéliser et cartographier l'origine et le trajet de certains déchets marins, à des échelles globales, ou très locales .
Au XXIe siècle, les porte-conteneurs perdraient plus de dix mille conteneurs par an en mer (le plus souvent au cours d'une tempête).
Les spécialistes ont d'abord supposé que la plupart des déchets marins provenaient de rejets directs en mer, mais il semble maintenant que près des quatre cinquièmes de ces déchets soient apportés en mer via les cours d'eau à partir des inondations, des envols de décharges ou du ruissellement urbain via les collecteurs d'eaux pluviales.
- Il s'avère qu'environ 90 % de tout le plastique qui atteint les océans de la planète est évacué par 10 rivières : Yangtze, l'Indus, le fleuve Jaune, le fleuve Hai, le Nil, le Gange, la rivière des Perles, le fleuve Amour, le Niger et le Mékong (dans cet ordre)[57].
- En 1987, la « marée de seringues » (en anglais : seringue tide) a été le nom donné à une vague de déchets médicaux échoués sur 80 km de côtes de l'État du New Jersey après avoir été perdu par l'immense décharge de New York à Staten Island. La ville de New York a dû payer 1 million USD pour aider à la dépollution[58],[59].

### Cinétique
Une quantité considérable de déchets provient de rejet direct en plein mer. Ainsi en 1992, des milliers de Friendly Floatees (jouets de bains pour enfants ; tortues bleues, canards jaunes, castor rouges et grenouilles vertes en plastique) ont été perdus dans l'océan Pacifique lors d'une tempête. Des jouets provenant de cette cargaison ont ensuite été retrouvés presque partout dans le monde, ce qui a permis à l'océanographe Curtis Ebbesmeyer et à ses environ mille observateurs (les beachcombers) et à d'autres chercheurs de mieux connaître les courants océaniques, en retrouvant, parfois plusieurs décennies après des pièces de Lego, des jouets de bains, des morceaux d'avion ou des déchets médicaux échoués sur les plages. D'autres incidents similaires ont eu lieu avant cette date, avec le même potentiel de suivi des courants, par exemple, lorsque le Hansa Carrier (en) a perdu en mer 21 conteneurs contenant notamment 80 000 chaussures Nike dotées d'un numéro de série individuel et unique. En 2007, le MSC Napoli accidenté dans la Manche a perdu plusieurs centaines de conteneurs, dont la plupart se sont échoués sur la Côte jurassique anglaise, site inscrit par un comité de l'UNESCO sur la liste du patrimoine mondial.
Curtis C. Ebbesmeyer a montré que des courants marins reconcentrent d'immenses quantités de déchets flottants ou en suspension dispersés dans les couches supérieures de certaines zones marines, dont la principale serait le grand vortex de courants marins nommé « gyre subtropical du Pacifique nord ». Des déchets de plastique plus ou moins finement fragmentés s'y regroupent par milliards sur une surface comparable à celle du Texas, centrée entre l'Oregon et Hawaï ; c'est le vortex de déchets du Pacifique nord. Jusqu'à une époque récente, les débris de toute nature apportés là subissaient une rapide biodégradation, et nourrissaient des organismes marins. Les activités humaines y apportent désormais des débris toxiques ou peu biodégradables, dont différentes sortes de polymères et des débris de bateaux. Les matériaux plastiques y sont photodégradés en fragments et particules de plus en plus petits, sources de nanopolluants. Le caractère durable des matériaux plastiques de ce « vortex de déchets » est discuté dans Homo disparitus de Alan Weisman.
Selon Charles Moore, les études faites avec le navire de recherche l'Alguita, avec Ebbesmeyer, dans cette zone, le ratio entre plancton et déchets de plastique serait en moyenne de un à six (par exemple, 6 kg de plastique pour 1 kg de plancton en moyenne), avec dans au moins un cas 47 fois plus de plastique que de plancton. Cette immense « soupe de plastique » tourne lentement sur elle-même et est constamment alimentée par de nouveaux déchets apportés par les courants venant du Japon. Parfois, une légère modification des courants ou des vents du sud-ouest inhabituellement forts poussent une partie de ces déchets vers les côtes d'Hawaï ou la côte ouest des États-Unis, y rapportant des déchets qui datent parfois de la Seconde Guerre mondiale, avec dans quelques cas des messages dans des bouteilles à la mer ou d'autres objets qui ont permis de les dater et de connaître leur origine.
Certains objets aux usages datés (tels les boules de verre servant de flotteurs aux filets apportent des indications sur la cinétique de déchets de mêmes densité et volume ayant pu suivre le même trajet.
Une zone de déchets similaire a été découverte en 2010 dans la Mer des Sargasses, dans l'Atlantique nord : le vortex de déchets de l'Atlantique nord. L'expédition 7e continent dirigée par Patrick Deixonne l'a explorée en mai-juin 2014, afin d'étudier, de cartographier et de médiatiser cette pollution marine dangereuse.

### Solutions
D’après Simtof, photographe, écologiste et président de l’association Simohé, qui a campé des mois sur les plages pour analyser ce phénomène et qui organise depuis 2004 de nombreuses opérations de nettoyages sur les littoraux, l’essentiel des macro-déchets ne sont en fait que des ordures ménagères et doivent être considérés comme tel et non comme un produit nouveau. Le problème serait à traiter à sa source, impliquant de légiférer dès la conception des emballages pour les rendre biodégradables ou effectivement recyclés. L'utilisation de plusieurs dizaines de sortes de plastiques rend encore le recyclage difficile et impose un tri sélectif exigeant.
Une législation prenant en considération le déchet « de sa source à la mer » est donc selon lui, la seule alternative pour ne plus aggraver le phénomène des macros déchets, qui il le rappelle, existent depuis qu’il y a du plastique.
Autre proposition que Simtof fait concernant les continents de déchets flottants au milieu des océans, permettre par le biais d'une coopération internationale, d'aller « pêcher » cette ressource énergétique. Certes elle n'est pas plus non polluante que le pétrole, mais à l'avantage d'être facile à exploiter. La preuve puisque cette solution d'incinération est largement pratiquée en France comme principal moyen de valorisation des déchets. Ces zones d'accumulation sont donc selon lui faciles à limiter et à valoriser.

#### Limiter les apports
Limiter les apports en déchets est la première action à mener pour diminuer à terme la pollution marine. Le principe d'Économie circulaire et la Règle des 3 R sont des approches indispensables pour diminuer la quantité de plastique produite et réduire la part de matériaux jetés.
Les actions de sensibilisation, généralement conduites par des associations et des ONG, dont l’objectif est d’arriver à modifier les comportements individuels des acteurs (usagers du littoral, plaisanciers, pêcheurs, marins, etc.) sont également très utiles pour réduire la quantité de déchets abandonnés dans la nature.
Malheureusement, la tendance mondiale depuis les années 1950 est à l'augmentation constante de la quantité de plastiques produits. Bien que des efforts soient faits pour éviter que ces derniers ne se retrouvent jetés, leur récupération avant qu'ils n'affectent négativement l'écosystème marin est encore indispensable.

#### Nettoyer les océans, les littoraux et les eaux intérieures: solution symptomatique
Il existe une grande variété de systèmes qui permettent de dépolluer les océans. Bien qu'efficaces, ils apportent seulement une solution symptomatique dans les lieux les plus touristiques (impact économique) ou les plus touchés (impact sanitaire).
Ces systèmes peuvent être classés en deux grandes catégories : les systèmes actifs et les systèmes passifs.

##### Systèmes actifs
Les systèmes actifs sont motorisés ou tractés et se déplacent dans les zones d'accumulation des déchets. Ils peuvent être déployés à la surface de l'eau, sous la surface de l'eau ou sur le fond de l'océan.
- Les systèmes de surface sont les plus courants. Ils utilisent des filets, des barrages ou des skimmers pour collecter les déchets.
- Les systèmes sous-marins utilisent des robots ou des drones.
- Les systèmes de fond utilisent des dragues ou des aspirateurs.

##### Systèmes passifs
Les systèmes passifs sont judicieusement placés afin d'utiliser les courants pour collecter les déchets qui viennent à eux. Ils sont généralement moins coûteux et plus durables.
- Les systèmes à barrières utilisent des barrages flottants pour piéger les déchets.
- Les systèmes à skimmers génèrent un courant pour attirer et piéger les déchets dans un filet.
- Les systèmes à biodégradation utilisent des bactéries pour décomposer les déchets.

##### Quelques exemples de systèmes de dépollution des océans
- The Ocean Cleanup est un système de barrage flottant qui est utilisé pour collecter les déchets plastiques à la surface des océans. Il peut être utilisé en complément d'une barge de tri et de stockage des déchets, l'Interceptor.

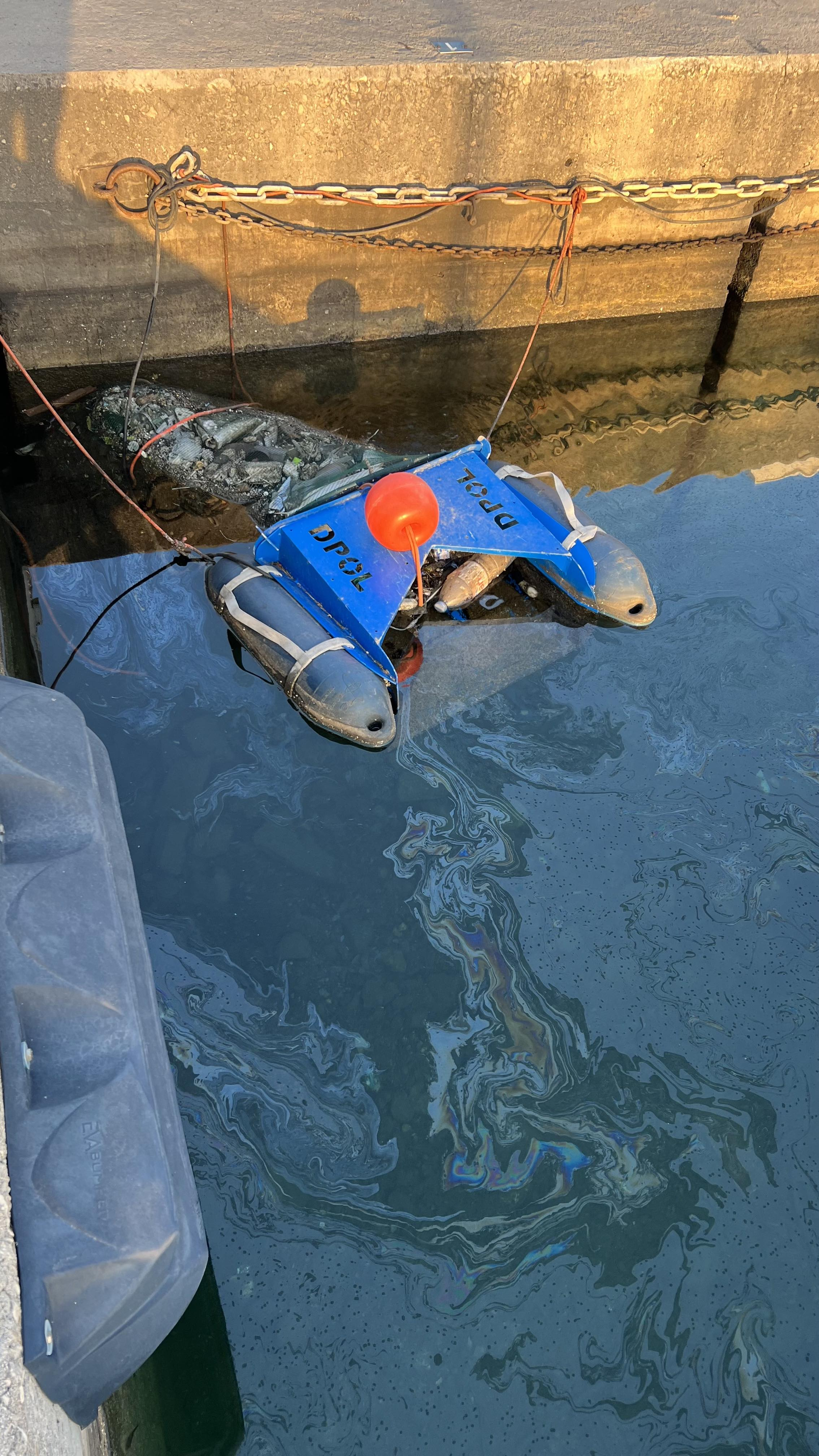
Les déchets flottants sont attirés dans un filet grâce à un courant généré par une pompe immergée. Les hydrocarbures sont absorbés grâce à des matériaux dédiés placés dans le filet.

- Les déchets flottants sont attirés dans un filet grâce à un courant généré par une pompe immergée. Les hydrocarbures sont absorbés grâce à des matériaux dédiés placés dans le filet.DPOL est une pompe flottante low-tech française qui génère un courant permettant de collecter les déchets flottants autour d'elle. Ce système traite les plastiques et les hydrocarbures dans les ports et les eaux intérieures.
- Le chalut Thomsea imaginé par un ancien patron pêcheur vendéen lors du naufrage de l'Erika agit sur les pollutions par hydrocarbures.
- Seabin Project est un système de poubelle à fleur d'eau qui est utilisé pour collecter les déchets plastiques dans les ports.
- Le SeaClear est composé d’une flotte de quatre appareils : un drone aérien, le robot sous-marin Mini Tortuga, qui cartographie les fonds marins et détecte les déchets à l’aide d’un sonar multi-faisceaux, le robot sous-marin Tortuga qui collecte les objets et les ramène au drone de surface et le SeaCat, qui transporte et ramène au bord les débris collectés.
- The Serial Cleaners est une gamme de 4 appareils permettant de lutter contre la pollution littorale.
- Jellyfish Bot est un drone de surface qui permet la collecte autonome de déchets plastiques et d'hydrocarbures dans les eaux protégées.

## Mesures prises et pistes de solutions

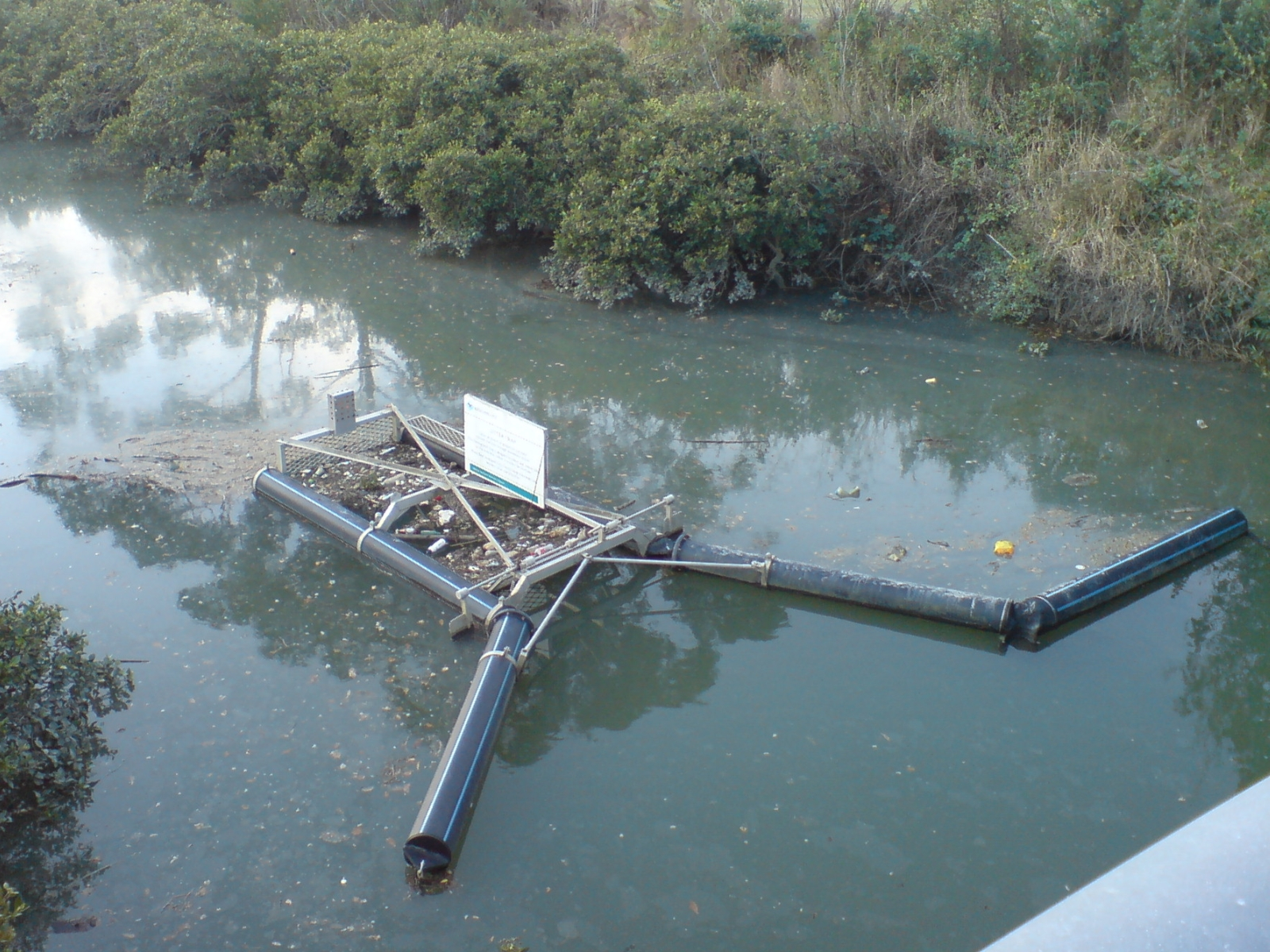
Modeste barrage flottant visant à récupérer les déchets flottants apportés par le courant (sur la rivière Whau en Nouvelle-Zélande), près d'Auckland. Ce type d'installation ne récupère que les déchets solides et flottants, et elle doit être régulièrement nettoyée et peut ne pas résister aux crues.

Des initiatives privées et de collectivité et d'ONG se développent, plus ou moins efficacement selon les pays et régions. Par exemple :
- à Honolulu (Hawaii, États-Unis) en 2005 un programme de la NOAA a encouragé la récupération de débris marins par les pêcheurs palangriers après qu'un sondage montra qu'environ 20 % d'entre eux abandonnaient ou trouvaient souvent des filets en mer (81 % étant d'accord pour récupérer ces filets et les ramener au port). Une filière s'est constituée avec deux ONG pour récupérer les filets au port, les découper et les envoyer dans un incinérateur qui produit de l'électricité. En deux ans (2006-2008) ce partenariat public-privé a permis de recueillir et éliminer plus de 25,61 tonnes de filet de la ligne monofilament[73] ;
- en Europe, avec le soutien de la Fondation Nicolas-Hulot, un réseau EcoNav est en construction pour aider les plaisanciers volontaires à naviguer en diminuant leur empreinte écologique et en diminuant leurs déchets et leurs impacts environnementaux[74]. En France c'est un des thèmes traités par le Grenelle de la mer.
- Les sciences participatives sont parfois mobilisées pour aider à caractériser et cartographier les déchets marins[75].

L’éducation est l’un des leviers utilisés,.
Le droit de l'environnement a évolué pour mieux contrôler et réprimer le déballastage/dégazage en mer et le rejet direct de déchets en mer.

### Exemple du plan belge (2017)

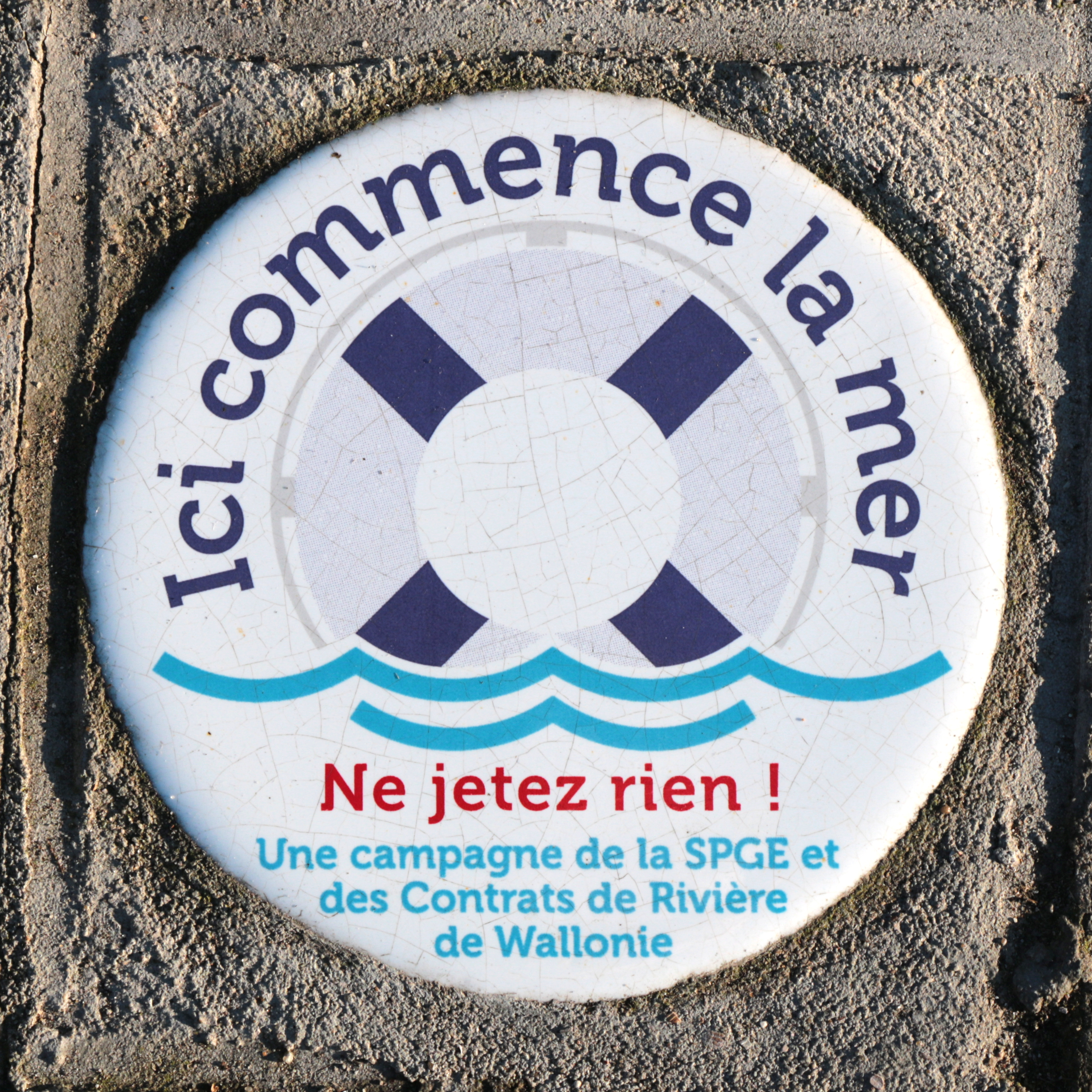
Macaron en pierre de lave émaillée « Ici commence la mer », au bord de la Dyle à Ottignies en Belgique.

En 2017 le Conseil des ministres belge a approuvé un Plan d’action fédéral des déchets marins, présenté par Philippe De Backer. Ce plan contient des mesures de prévention et de dépollution du milieu marin. Il concerne tous les déchets (des microdéchets aux macrodéchets, dérivants, immergés ou échoués) et propose par exemple le retour à terre de déchets exfiltrés ou récoltés lors de travaux de dragage ou d'extraction de sable. Il mise sur une coopération nationale et internationale (en proposant des "Blue deals" ou « accords bleus » avec différents secteurs) et en incitant les pouvoirs publics et l’industrie à prendre leurs responsabilités. Il s’agit aussi de réaliser les Objectifs de développement durable des Nations unies, et de s'inscrire dans une économie circulaire,.
Le plan contient aussi des volets communication / sensibilisation ; monitoring et recherche scientifique ; surveillance et contrôle (avec la Police de la Navigation et l’armée belge). Dans la partie belge de la mer du Nord, pour toute activité en mer, pour obtenir un permis d'exploitation il faudra établir un plan de gestion des déchets marins (y compris lors de tests).
Il reconnaît que de nombreux déchets marins sont présents en Manche/Mer du Nord et notamment devant la Belgique, et que 60 à 80 % des déchets marins non liquides sont constitués de polymères de plastique et caoutchouc (l'usure des pneus a généré en 2005 environ 460 000 tonnes de particules de caoutchouc (enrichi d'additifs mal connus) rien que le long des routes européennes (soit l'équivalent de 13 150 camions de 35 t de caoutchouc de pneu dispersés dans l’environnement). À eux seuls les abords routiers de la Suède en 2005 en ont reçu environ 10 000 t  et les pneus sont couramment utilisés comme par-battage ou pour d'autres usages dans les ports et en mer. 94 % de ces déchets coulent directement au fond en formant généralement des « microplastiques »). 
Selon OSPAR les plages du sud de la mer du Nord présentent en moyenne 3 110 macrodéchet par km. En Belgique vers 2010, environ 64 déchets sont trouvés par mètre de plage (soit 64 290 éléments par km ou 92,7 g de déchet par mètre de plage,). Environ 95,5 % des déchets trouvés sur les plages étaient du plastique (pellets de plastique industriels dans 5 à 92 % des cas). À Ostende le nettoyage estival des plages produit plus de 80 t/mois de déchets, contre 5 t/mois en hiver.
Le projet européen MICRO a montré que les sédiments belges de la Mer du Nord contiennent de 54 à 330 microplastiques par kg de sédiment sec (Maes et al., 2017), soit autant que ce qui avait été trouvé en 2011(moyenne de 97,2 microplastiques par kg de sédiment sec) (Claessens et al., 2011) ce taux étant plus important dans les ports (ex : jusqu'à 3.146 microplastiques par kilo de sédiment sec à Ostende.
Les pêcheurs ramassent aussi de nombreux déchets dans leurs filets ; le projet « Fishing for Litter » leur propose plutôt que les rejeter en mer de les rapporter au port et les évacuer dans des big bags mis à leur disposition (129 big bags ont ainsi été collectés en 2 ans de 2012 à 2014).

### Législation
L'immersion délibérée de déchets en mer est proscrite pour certains objets ou substances, et contrôlée par le droit public international avec notamment :
- la convention de Londres (1972) interdit les rejets volontaires de déchets en mer, mais ne couvre pas les rejets accidentels. Elle impose aussi aux pays ayant une façade maritime de publier pour l'an 2000 un état cartographié des sites où reposent des dépôts de Munitions immergées avant que la convention ne soit entrée en vigueur ;
- la convention Marpol ; Convention internationale pour la prévention de la pollution par les navires du 2 novembre 1973 complétée par le protocole de 1978, dit MARPOL 73/78, et ses deux amendements. Cette convention vise à réduire la pollution des mers, dont via les rejets de déchets, le pétrole et la pollution par les gaz d'échappement[91].

#### Droit européen
En 1972 et 1974, des conventions ont été signées à Oslo et Paris, qui ont respectivement abouti à l'adoption de la Convention OSPAR visant le contrôle et la réduction de la pollution marine dans le nord-est océan Atlantique. La Convention de Barcelone fait de même pour la mer Méditerranée.
Une directive-cadre sur l'eau de 2000 vise à restaurer le bon état écologique des bassins versants, qui donc - avant 2015 dernière limite - ne devraient plus apporter de déchets en mer.
Au Royaume-Uni, le Marine Bill (projet de loi sur la mer) vise à assurer des mers propres, saines, sûres, productives et la diversité biologique des mers, par une meilleure mise en place du développement durable de l'environnement marin et côtier.

#### Droit des États-Unis
En 1972, le Congrès des États-Unis a adopté une loi sur l'immersion de déchets en mer (en), en donnant à l'Environmental Protection Agency (EPA) le pouvoir de surveiller et réglementer l'immersion des boues d'épuration, des déchets industriels, des déchets radioactifs et de substances biologiques dangereuses dans les eaux territoriales du pays. Cette loi a été modifiée seize ans plus tard pour notamment y inclure les déchets médicaux. Il est aujourd'hui illégal de rejeter des matières plastiques, sous quelque forme que ce soit, dans toutes les eaux des États-Unis.
En 2008, la Législature de l'État de Californie a examiné plusieurs projets de loi visant à réduire les sources de déchets marins, conformément aux recommandations du Conseil de protection des océans de la Californie.

#### Propriétaire et responsable de déchets flottants
En Europe et dans plusieurs pays, hors cas particuliers (séquelles de guerre, catastrophes naturelles…), le dernier propriétaire d'un déchet reste responsable de son devenir et de ses conséquences, et le principe pollueur-payeur pourrait s'appliquer dans de nombreux cas. En Europe le droit commence à criminaliser les actions de dégradation de l'environnement ou du bien commun qu'est l'océan mondial. Dans certains pays, en matière d'impact environnemental ou sanitaire, et/ou s'il y a mort d'homme, le juge peut établir une responsabilité sans faute. Le principe de précaution prend également une importance croissante.
Le Droit maritime et de la propriété, et le droit international de la mer disent des choses sur la fortune de mer, mais aussi sur les biens perdus en mer. Le devoir de secours en mer est dans le droit anglais associé à une règle voulant que quelqu'un qui risque sa vie pour sauver des biens et la propriété d'autrui d'un péril devrait être récompensé. Sur terre, la distinction entre perte délibérée et perte accidentelle a conduit au concept de « trésor ». Au Royaume-Uni, les biens récupérés en mer à la suite d'un naufrage doivent être déclarés à un receveur d'épaves, pour - s'ils sont identifiables - être restitués à leur propriétaire légitime.
Les macro-déchets flottants (poutres et grosses pièces de bois en particulier) peuvent être source d'accident et donc de responsabilité pénale quand ils ont été volontairement jetés en mer. Ils posent des problèmes particuliers pour la Sécurité maritime car pouvant endommager les coques, les hélices, des prises d'eau, des écluses, les filets de pêche, etc. et n'étant pas repérables par les radars. Une grande quantité de macro-déchets coulent rapidement en mer, et certains ne sont pas, sinon peu, lentement ou difficilement dégradables ou biodégradables. Les déchets à risque infectieux jetés en mer (dont effluents et poubelles des navires) peuvent être source de risque sanitaire (via pêche, baignade).
Certaines zones d'accumulation de déchets, comme la mer des Sargasses sont aussi des zones de reproduction de poissons migrateurs (plusieurs espèces d'anguilles dans ce cas). On trouve dans ces zones des quantités importantes de micropolluants adsorbés sur du pétrole ou des matières plastiques. Cette zone et quelques autres recueillent de grandes quantités de déchets flottants qui s'y concentrent, parfois en s'engluant dans des nappes de pétrole également rapportés par les vents et courants dans ces zones particulières. Dans ce cas, il est probable que des synergies d'impact se produisent et affectent toute la faune et flore locale et migratrice ou de passage. Définir les responsabilités n'est plus possible. Une meilleure traçabilité des plastiques et des objets, et les rendre plus dégradables ou biodégradables sont deux pistes de solution explorées.
En France, les navires et engins flottants abandonnés font l'objet d'une circulaire du 11 mai 2010.

### Guides
- Ademe (2018) Déchets marins ; in Élaborer et conduire avec succès un PLPDMA.
- Cedre (2020)  - Bulletin n°40